# Theo Hendriksen
Theodorus Gerardus Antonius (Theo) Hendriksen (Nieuw-Wehl, 27 juli 1907 – Utrecht, 20 december 2001) was een Nederlands geestelijke en een hulpbisschop van de Rooms-Katholieke Kerk.

## Vroege leven
Hendriksen was de oudste zoon uit een katholiek gezin van vijftien kinderen, van wie er één kort na de geboorte overleed. Op dertienjarige leeftijd begon hij met zijn middelbareschoolopleiding aan het kleinseminarie van het aartsbisdom Utrecht, dat in Culemborg gevestigd was.
Na het voltooien van de priesteropleiding aan het grootseminarie te Rijsenburg werd Hendriksen op 24 juli 1932 tot priester gewijd en aansluitend benoemd tot kapelaan in Wolvega. Na een korte periode als leraar aan het kleinseminarie volgde in 1937 zijn benoeming tot docent (katholieke titel: professor) in de filosofie aan het grootseminarie. Tijdens het laatste jaar van de Tweede Wereldoorlog lag de priesteropleiding stil, en werkte hij als 'invalkapelaan' onder de evacués in zijn geboorteplaats Wehl.
Na nog twee jaar filosofie te hebben gedoceerd, werd Hendriksen in 1947 pastoor van De Steeg bij Rheden, en tevens geestelijk adviseur van de ABTB (Aartsdiocesane Boeren- en Tuindersbond) en de KNBTB (Katholieke Nederlandse Boeren- en Tuindersbond). In 1957 benoemde aartsbisschop Bernardus Alfrink, die eveneens docent aan het grootseminarie was geweest en als zodanig zijn voormalig collega was, hem tot vicaris-generaal van het aartsbisdom Utrecht.

## Hulpbisschop
Op 21 januari 1961 werd Hendriksen benoemd tot hulpbisschop van Utrecht, op voordracht van (inmiddels) kardinaal Alfrink, die sinds 1955 aartsbisschop van Utrecht was. Hij kreeg daarbij het titulaire bisdom Eumenia toegewezen. Zijn bisschopswijding vond plaats op 7 maart 1961. Als wapenspreuk koos hij Per arma Christi, "Door de wapentekenen van Christus", dat wil zeggen de wonden en de martelwerktuigen, met name het kruis.
In 1969 legde hulpbisschop Hendriksen, na een voorafgaande periode van groeiende wrijving met kardinaal Alfrink over zowel de economie van het aartsbisdom alsook over geloofsinhoudelijke zaken, zijn bestuurlijke functies neer. Hij bleef echter actief in de zielzorg, vierde dagelijks de Heilige Mis, begeleidde vele gelovigen en was vooral productief als schrijver en vertaler. Met name de serie boekjes Zaken die God raken, en later ook het gelijknamige tijdschrift, vestigde zijn naam als schrijver van populair wetenschappelijke theologie.

## Positie en karakter
Bisschop Hendriksen is in de pers eens aangeduid als "het beminnelijk middelpunt van alle katholieken die geen aanhanger van de Acht Mei Beweging zijn". In zijn inleidend woord bij de uitvaart van Hendriksen noemde kardinaal Adrianus Simonis hem "een baken van geloofstrouw en liefde voor de Kerk van de Heer". Hendriksen moest niets hebben van de liturgische experimenten en van de radicale veranderingen omwille van de verandering, die vanaf de jaren zestig van de twintigste eeuw hoogtij vierden in de Nederlandse rooms-katholieke Kerk.  Hij was evenwel een groot voorstander van de 'nieuwe' liturgie, Novus Ordo Missae, zowel in het Latijn als in het Nederlands, mits gevierd volgens de rubrieken, en vierde na de invoering daarvan nooit meer volgens de Tridentijnse ritus. Het bewaren van het gregoriaans vond hij echter heel belangrijk.  
De in de pers meermalen geuite beschuldiging dat Hendriksen een "tegenstander" zou zijn van het Tweede Vaticaans Concilie is onjuist. Hij was concilievader en onderschreef alle besluiten, al was hij van mening dat sommige documenten van het concilie wel wat eenduidiger geformuleerd hadden mogen worden.
Van het Pastoraal Concilie van Noordwijkerhout (1968-1970), dat zich onder meer uitsprak tegen de celibaatsverplichting voor rooms-katholieke priesters in Nederland, maakte Hendriksen, op aandringen van kardinaal Alfrink, de openingszitting mee om daarna te vertrekken en nooit terug te komen. Hij wilde een bruggenbouwer zijn, de brug bouwen tussen God en de mensen, zonder daarbij de menselijke zwakheid uit het oog te verliezen. "De leer moet worden verkondigd, de pastoraal moet worden toegepast", placht hij te zeggen. Het woord 'beminnelijk' karakteriseert hem zeker. Hij was eveneens een blijmoedig mens. Al zag hij veel van wat hem dierbaar was ten onder gaan, verbittering was hem volslagen vreemd. Hoewel hij na 1969 geen bestuurlijke functies meer in de kerk bekleedde, bleef hij wel geïnteresseerd in en op de hoogte van het reilen en zeilen van de Kerk tot op het hoogste niveau. Jaarlijks bezocht hij enige malen Rome en wist zich daar een gewaardeerd bisschop van de Wereldkerk. Hij kende paus Johannes Paulus II persoonlijk en had vele ontmoetingen met deze paus. Als zijn belangrijkste taken beschouwde hij echter, naast de dagelijkse viering van de Eucharistie, zijn herderlijke zorg voor mensen en de verkondiging, met name ook middels zijn publicaties, van Christus en Zijn Koninkrijk.

## Overlijden

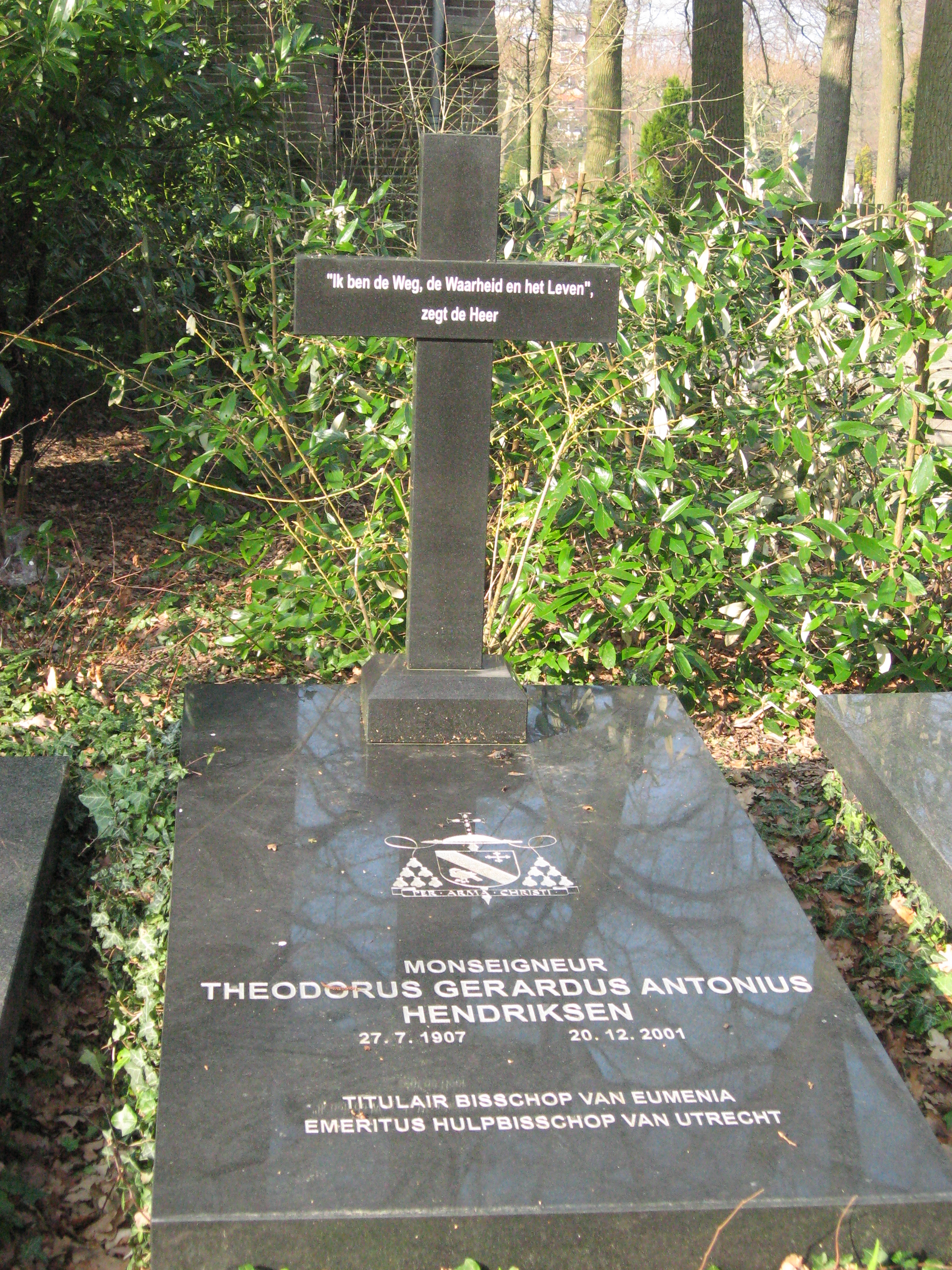
Graf van Theo Hendriksen

Monseigneur Hendriksen overleed eind 2001 op 94-jarige leeftijd.
De Vaticaanse waardering voor deze 'nestor' van het Nederlandse bisschoppencollege bleek onder meer uit het (ongebruikelijk) uitgebreide In Memoriam in L'Osservatore Romano, het dagblad van het Vaticaan, van 20 januari 2002.
- International Standard Name Identifier: 0000 0003 9296 9662
- Nederlandse Thesaurus van Auteursnamen: 072144785
- Virtual International Authority File: 287163723
- WorldCat: E39PBJgRPVfFVjTGrQYC9dm68C